# Sibiriella
Sibiriella es un género de foraminífero bentónico considerado un sinónimo posterior de Parathuramminites de la subfamilia Parathurammininae, de la familia Parathuramminidae, de la superfamilia Parathuramminoidea, del suborden Fusulinina y del orden Fusulinida. Su especie tipo era Parathurammina cushmani. Su rango cronoestratigráfico abarca el Tournaisiense (Carbonífero inferior).

## Discusión
Algunas clasificaciones más recientes incluirían Sibiriella en el suborden Parathuramminina, del orden Parathuramminida, de la subclase Afusulinina y de la clase Fusulinata. Sibiriella ha sido considerado un homónimo posterior de Sibiriella Bulatova, 1960, el cual es un error de cita de Sibirella Bulatova, 1960, y este a su vez un género considerado como nomen nudum e invalidado.

## Clasificación
Sibiriella incluía a la siguiente especie:
- Sibiriella cushmani †